# Катедрала у Консепсиону
Катедрала у Консепсиону (шп. Catedral de la Santísima Concepción) је римокатоличка катедрала у Чилеу. Седиште је Консепсионске бискупије. Катедрала је основана 1940-1964. године. Висока је 22 метара. Катедрала је грађена у неороманичком и модерно умјетностом стилу. 